# Zwitzenlehen
Zwitzenlehen ist ein Ortsteil der oberbayerischen Gemeinde Eurasburg im Landkreis Bad Tölz-Wolfratshausen. Die Einöde liegt circa zwei Kilometer südlich von Eurasburg.